# 군산제일중학교
군산제일중학교(群山第一中學校)는 대한민국 전북특별자치도 군산시 조촌동에 있는 사립 중학교이다.

## 학교 연혁
- 1903년 2월 5일 : 미국예수교 남 장로교 선교회에서 영명중학교 설립 인가
- 1919년 3월 30일 : 3.1 독립운동 참여와 신사참배 거부로 폐교
- 1948년 4월 12일 : 초급중학교 3년제 6학급 영명중학교 복교 인가
- 1975년 10월 2일 : 군산제일중학교로 교명 변경
- 1978년 11월 30일 : 학칙 변경으로 21학급 증설 인가
- 1981년 9월 1일 : 중·고등학교 분리
- 2002년 1월 17일 : 법인정관 변경인가 (법인명 변경 학교법인 영명학원 → 학교법인 경암학원)
- 2004년 2월 9일 : 현 위치로 교사 신축 이전
- 2023년 3월 1일 : 제25대 조종문 교장 취임
- 2023년 9월 1일 : 김상순 이사장 취임
- 2024년 2월 7일 : 제80회 졸업식 197명 (졸업생 총 15,141명)

## 참고 자료
- 군산제일중학교 - 한국교육학술정보원 학교알리미